# Ausbesserungswerk Limburg
Koordinaten: 50° 23′ 3,3″ N, 8° 3′ 30,6″ O

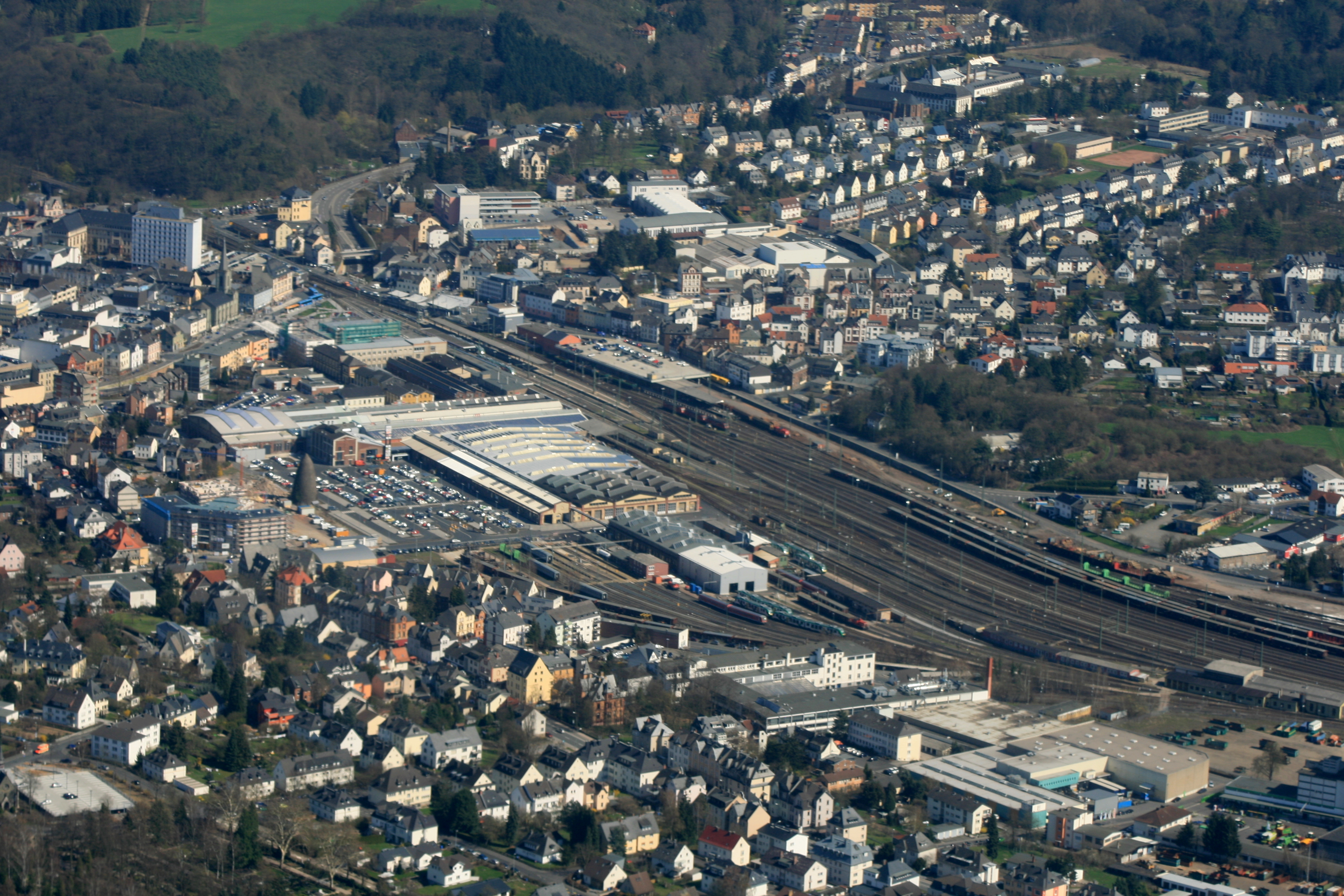
Luftaufnahme von Nordwesten

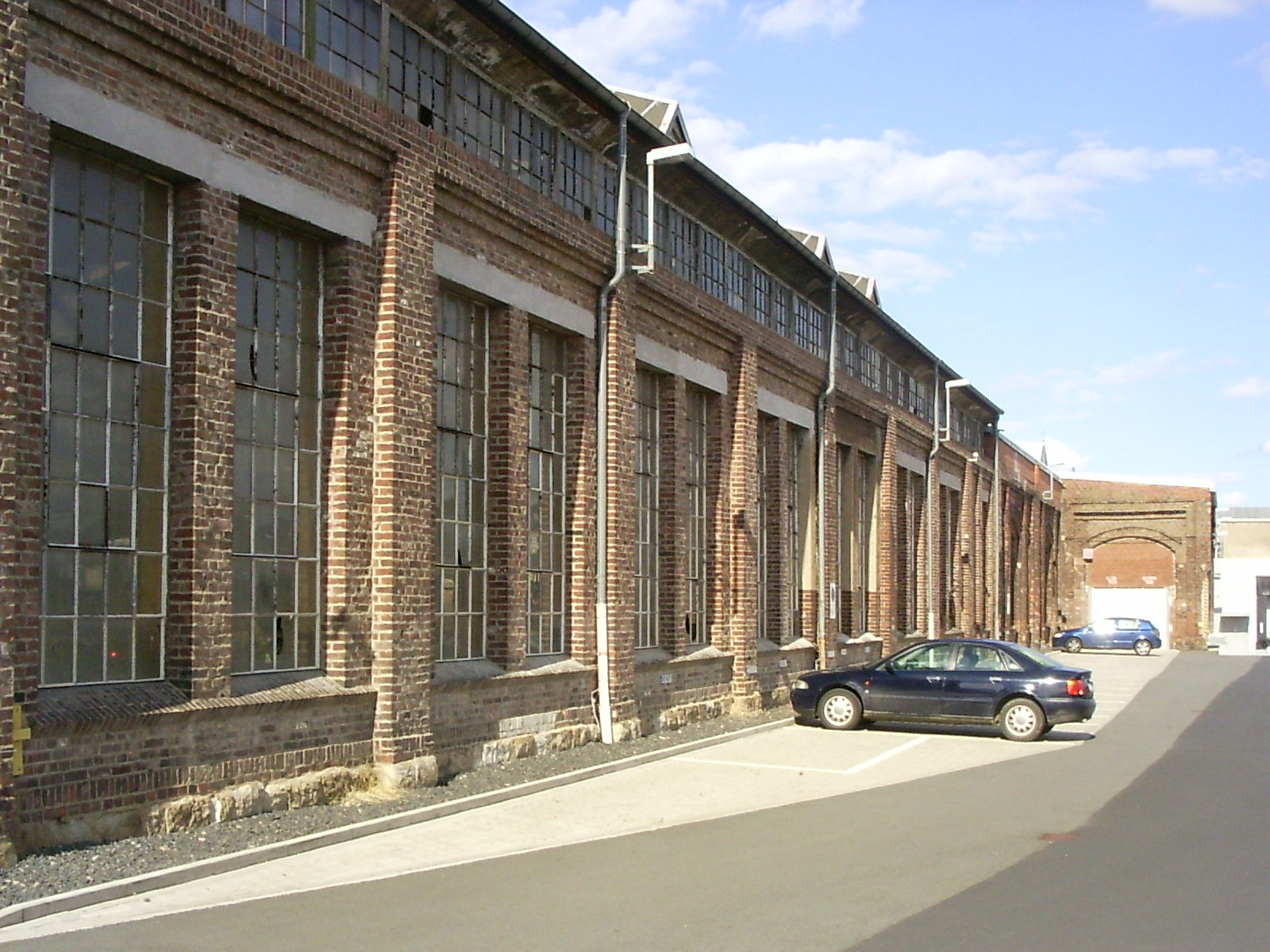
Richthalle

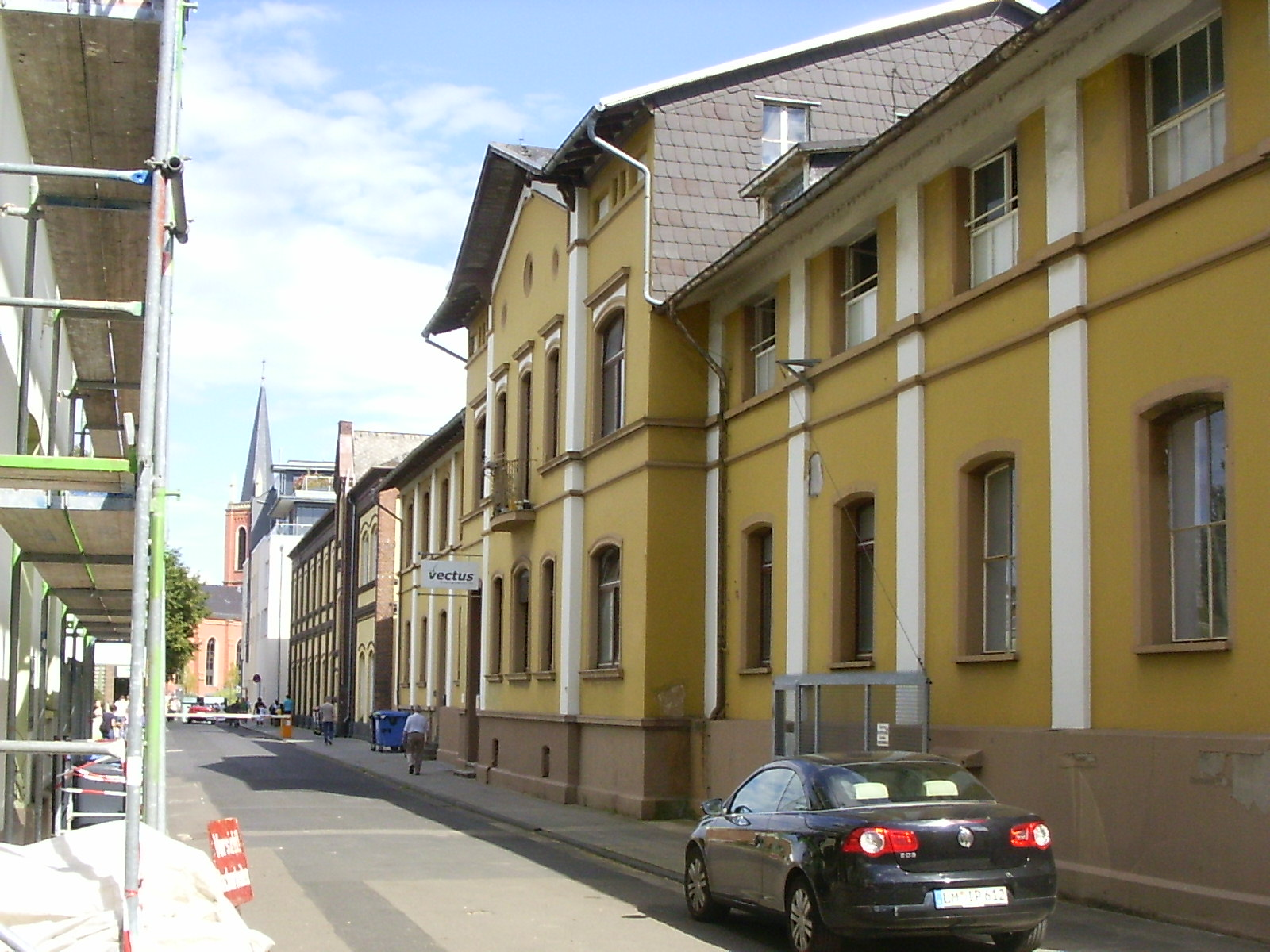
Verwaltungsgebäude

Das Ausbesserungswerk Limburg war ein Eisenbahnausbesserungswerk in Limburg an der Lahn.

## Geografische Lage
Das Ausbesserungswerk lag nördlich des Gleisfelds des Bahnhofs Limburg (Lahn) sowie westlich des Empfangsgebäudes und des Bahnhofsvorplatzes auf der nördlichen Seite der Streckengleise. Das Gelände ist knapp 13 ha groß.

## Aufbau
Zum Ausbesserungswerk gehörten folgende Bauwerke:
- die Lehrlingswerkstatt,
- zwei Verwaltungsgebäude,
- eine Elektrowerkstatt[Anm. 1],
- die Richthalle 2 (um 1900), Richthalle 1 für Wagenreparaturen war das Herzstück des Ausbesserungswerkes. Sie  war 207 m × 89 m groß. An diese schloss sich unmittelbar nördlich die kleinere Richthalle 3 an. Ursprünglich 1895 und 1907 als Kesselschmiede errichtet, beherbergte sie in ihrem Inneren eine Krananlage von 1912,
- das Kesselhaus befindet sich im Winkel zwischen Richthalle 1 und 3. Ausgerüstet mit drei lahnwassergespeisten Kesseln diente es der Heizung der Gebäude und dem Vorheizen der Personenzüge,
- die Schmiede aus der Zeit von 1901,
- ein Denkmal für die Gefallenen des Ersten und des Zweiten Weltkriegs.

## Geschichte

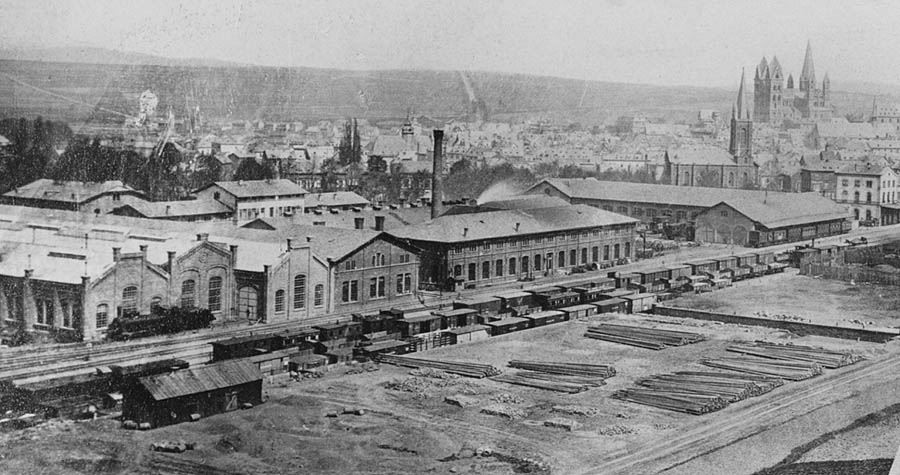
Centralwerkstätte vor 1880

Im Jahr 1862 wurde das Ausbesserungswerk als „Limburger Centralwerkstätte“ der Nassauischen Staatsbahn unter der Leitung von Geheimrat Hendel und Oberingenieur Moritz Hilf errichtet. Ab 1864 war sie der Herzoglich-Nassauischen (nach dem Krieg von 1866: Preußischen) Eisenbahndirektion in Wiesbaden, nach deren Auflösung 1880 der Eisenbahndirektion Frankfurt/Main unterstellt. 1924 kam sie in die Verwaltung der Reichsbahndirektion Kassel. Der stetig zunehmende Betrieb führte zu drei großen Erweiterungen der Anlage: 1876–1879, 1895–1905 und 1925–1930. Der zuckerhutförmige Spitzbunker für den Luftschutz stammt von 1941. Er wurde für die Bediensteten des Werkes über einem Bett aus Eisenspänen zur Dämpfung von Erschütterungen errichtet. Im Inneren finden sich noch einige der ursprünglichen Holzbänke, auf denen die Schutzsuchenden während der Angriffe Platz nahmen.
Im Zweiten Weltkrieg wurde das Ausbesserungswerk zu 85 % bei Luftangriffen zerstört und anschließend in – architektonisch vereinfachten Formen – wieder aufgebaut.
Zum 31. Dezember 2002 legte die Deutsche Bahn das Ausbesserungswerk still. Die verbliebenen Gebäude der Anlage werden heute als Sachgesamtheit und überwiegend als Einzelkulturdenkmäler nach dem Hessischen Denkmalschutzgesetz geschützt.

## Nachfolgenutzung
Der größte Teil der Anlage wurde zum Einkaufszentrum WERKStadt Limburg umgebaut, das am 26. August 2009 eröffnet wurde. Es ist etwa 26.000 Quadratmeter groß. Die Industriearchitektur des ausgehenden 19. Jahrhunderts wurde denkmalpflegegerecht saniert und den zeitgemäßen Anforderungen der neuen Nutzer angepasst. Der Typus der gründerzeitlichen Industriehalle ist in Aufbau und Konstruktion den historischen Markthallen verwandt. Der hier umgesetzte Nutzungsmix öffnet die Anlage zum städtischen Raum hin: Die überdachte Passage macht der Öffentlichkeit das lange Zeit unzugängliche Denkmal der Limburger Industriegeschichte, direkt am Rand der Innenstadt und am Bahnhof Limburg (Lahn) gelegen, zugänglich. 2013 und 2015 folgten je ein weiterer Bauabschnitt. Zum dritten Bauabschnitt gehört die Neugestaltung des benachbarten Postinnenhofs, der gastronomisch genutzt wird und weiter eine Tiefgarage, die die Zahl der Parkplätze auf rund 900 erhöht.
Bis Dezember 2014 hatte die Vectus Verkehrsgesellschaft ihren Sitz in einem Nebengebäude der WERKStadt Limburg. Dort befindet sich jetzt die Meldestelle der Hessischen Landesbahn (HLB). Eine zweigleisige Halle dient zur Wartung und Pflege von deren Triebfahrzeugen. Die elektrifizierten Abstellgleise werden von der Deutschen Bahn (DB) genutzt. Alle nicht elektrifizierten Abstellgleise werden sowohl von der DB als auch der HLB genutzt.